# Anaparthi
Anaparthi, auparavant appelée Anapothavaram, est une ville du district du Godavari oriental dans l'État d'Andhra Pradesh en Inde. 
Selon le recensement de l'Inde de 2011, la localité compte une population de 26 788 habitants.